# Leontíto
Leontíto är en ort i Grekland.   Den ligger i prefekturen Nomós Kardhítsas och regionen Thessalien, i den centrala delen av landet, 240 km nordväst om huvudstaden Aten. Leontíto ligger 1 058 meter över havet och antalet invånare är 126.
Terrängen runt Leontíto är bergig åt sydväst, men åt nordost är den kuperad. Runt Leontíto är det mycket glesbefolkat, med 3 invånare per kvadratkilometer. Närmaste större samhälle är Raptópoulon, 13,8 km söder om Leontíto. I omgivningarna runt Leontíto växer i huvudsak blandskog.